# Aethrodiscus transversalis
Aethrodiscus transversalis Strand, 1913 è un ragno appartenente alla famiglia Araneidae.
È l'unica specie nota del genere Aethrodiscus.

## Distribuzione
La specie è stata rinvenuta in Africa centrale.

## Tassonomia
Dal 1913 non sono stati esaminati altri esemplari, né sono state descritte sottospecie al 2014.